# 西村修
西村 修（にしむら おさむ、1971年9月23日 - 2025年2月28日）は、日本の政治家、プロレスラー。血液型A型。東京都文京区出身、文京区議会議員。

## 来歴、人物略歴
錦城学園高校在学中に新日本プロレス学校に入り、卒業後の1990年4月、新日本プロレスに入門。

### 新日本プロレス時代

#### 1991年
4月21日、沖縄県糸満市西崎総合体育館の飯塚孝之戦でデビュー。
7月17日、留萌市スポーツセンター大会でデビュー2戦目の小島聡と対戦。6分、逆エビ固めで勝利。初勝利を挙げる。

#### 1993年
3月の第4回ヤングライオン杯で準優勝後、同年8月に米国武者修行に出発。渡米後、フロリダに移動しヒロ・マツダのもとでトレーニングを受ける。ブライアン・ブレアーのゴールドジムでウェイトトレーニングを行う。フロリダの道場ではジェフ・ブラッドリー、ショーン・ロイヤルとともに基礎訓練を受ける。一時期、ドン・ジャーディンからも指導を受ける。

#### 1994年
11月ごろ、新日本プロレスから帰国命令が出るも拒否し海外遠征を継続。その結果、新日本プロレスからの送金がストップする。

#### 1995年
1月、ニューヨークに移動し、ECWやフィラデルフィア、デトロイトなどのインディ団体に出場。
その後、オランダのクリス・ドールマン道場で1か月特訓。そしてイギリス・ウィガンへ行き、アスパル・レスリング・ジム（日本での通称はビリー・ライレー・ジム）でロイ・ウッドからコーチを受ける。
ギリシャに移動して藤波辰爾に途中経過を報告したところ、ウィガンのジムに藤波も興味を示す。そのため、再びウィガンに戻って2人で練習を行う。そこで藤波から「無我」の構想を聞かされる。
10月、帰国後、武藤敬司のパートナーに抜擢されスーパーグレートタッグリーグ戦に出場、3勝3敗の成績を残す。
10月29日、大阪ACTホールでの藤波の自主興行「無我」旗揚げ戦に出場。
11月13日、両国国技館大会でリック・フレアーとシングルで対戦し敗戦。当時の西村はフレアーの老獪なテクニックに手も足も出ず大きなショックを受けたと述べていた。

#### 1996年
10月5日、無我の大宮スケートセンター大会での「キャッチ・ザ・ランカシャーレスリング」トーナメントに出場し、1回戦でジョン・パトリックと対戦し勝利。10月7日、無我のEBiS303大会での決勝戦でシェーン・リグビーと対戦し勝利してトーナメント優勝。同日のメインイベントでは優勝者の特権として藤波と対戦。

#### 1997年
5月、異例となる2度目の海外再修行へ出発。
カナダ・カルガリーの大剛鉄之助のもとで1か月筋力トレーニングを行った後、欧州CWAマットに参戦。

#### 1998年
1月4日、東京ドーム大会で凱旋帰国。
2月7日、札幌中島体育センター別館大会でIWGP王者の佐々木健介に挑戦。試合終盤にはミサイルキックを連続で放ち健闘するも、敗戦。
4月4日、アントニオ猪木引退試合（興行）の東京ドーム大会では橋本真也とタッグを組みIWGPタッグ王座に挑戦。
8月にはG1クライマックスに初出場。その後、後腹膜腫瘍が発覚し欠場に入る。手術後も治療とリハビリに励む。

#### 1999年
8月、インドのベレナスにて『週刊プロレス』の記者で別冊誌『ケンファー』の編集長だった佐藤正行の取材を受ける。そこでガンによる長期欠場であることを告白し、直下の『ケンファー』最新号の発行をもってガン闘病に伴う欠場状態だったことが明らかになる。

#### 2000年
6月2日、日本武道館大会の藤波戦で復帰。
8月のG1にも出場。またこの頃からフロリダ州タンパに住みはじめ、カール・ゴッチやドリー・ファンク・ジュニアの指導を受ける。

#### 2001年
9月23日、なみはやドーム大会で藤波とタッグを組みIWGPタッグ王者の天山、小島組に勝利し、IWGPタッグ王座を獲得。
10月7日、無我の後楽園ホール大会でドリー・ファンク・ジュニアと対戦。

#### 2002年
6月5日、大阪大会にて中西学とのタッグで蝶野正洋&天山広吉組のIWGPタッグ王座に挑むも敗戦。西村自身が生前に自分にとって印象に残る試合として挙げていた。
8月のG1にてベスト4まで勝ち進むも高山善廣に敗れる（西村のG1最高成績）。

#### 2003年
この年は当時の新日本で外敵と呼ばれた新日本所属選手以外との対戦機会が多く、8月のG1では秋山準と対戦し、11月にはタッグ戦ながらボブ・サップとも対戦。また、天山広吉とのタッグでG1タッグリーグに出場し優勝。12月14日の名古屋大会でIWGPタッグ王座を獲得。

#### 2004年
1月4日、東京ドーム大会で鈴木みのると対戦。「ゴッチイズム追求〜原点〜」と名づけられたこの試合は、息もつかせぬグラウンドテクニック合戦の末、9分39秒、逆さ押さえ込みでフォール勝ちを収める。
映画「いかレスラー」に出演。いかレスラーに変身する伝説のプロレスラーの役を演じ、主題歌まで歌う。
9月3日、全日本プロレスの横浜文化体育館大会で、三冠統一ヘビー級チャンピオンの川田利明に挑戦。はだしでリングに登場した西村は、持てる技を出しつくすかのような猛攻を見せるも、敗戦。

#### 2005年
2月、出戻り参戦していた西村にとって因縁深い人物である長州力と対戦するも完敗。

#### 2006年前半
1月24日に新日本プロレスを退団。フリーランスとして活動すると宣言し、「生きている限り勉強。自由に羽ばたく鳥になりたい」と述べ、後年の西村の活動理念を示す言葉「フリーバード」が以降要所で使われるようになる。

### 新団体旗揚げへ

#### 2006年後半
7月5日、新日本プロレスを退団した藤波辰爾と田中秀和（リングアナ）とともに合流会見を行う。
8月2日、後楽園ホールで西村と田中秀和による自主興行『新無我伝説 エピローグ〜BLACK CAT MEMORIAL』を開催。
これを契機に、藤波辰爾ら元新日本プロレスのフリー選手や田中秀和とともに新団体、「無我ワールド・プロレスリング」を設立。西村は旗揚げ戦の入場式で「プロレスによるプロレスのためのプロレス」、「時代に左右されることなく真のプロレスを追求します」と宣言した。
9月25日、無我の旗揚げシリーズ最終戦となる後楽園ホール大会で藤波と3本勝負で対戦。
12月7日、EBiSS303大会での無我プレミアムトーナメントに参戦。1回戦は竹村豪氏、準決勝は後藤達俊と対戦し勝利し、決勝戦に勝ち上がったが、決勝で長井満也に敗戦。

#### 2007年上半期まで
4月7日、チャボ・ゲレロの日本引退シリーズを開催。5月16日からは藤波の国内3500試合突破記念シリーズも開幕。
5月20日、岡山県卸センター・オレンジホール大会で、藤波の国内3500試合出場記念試合で対戦相手を勤めた。
9月9日、プロレスリング・ノアの日本武道館大会で藤波とタッグを組み参戦。三沢光晴、潮崎豪組と対戦した。結果的に生前の藤波との師弟タッグでの試合はこの時が最後となる。
9月13日、ハッスルに「ムガール帝国の賢人ニシム・ラマ」として登場。
9月22日にはハッスルの大阪府立体育会館大会でHG、TAJIRIとタッグを組み、川田、スコット・ノートン、アン・ジョー司令長官組と対戦。合掌、お祈り、座禅をくり出し、独特のムーブで勝利に貢献する。
9月23日、大阪府立体育会館・第2競技場大会のメインイベントでTAJIRIを相手に3本勝負でUS王座の防衛戦を行い、2−1で勝利。

### 無我ワールド離脱、全日本プロレス入団へ

#### 2007年下半期から
10月18日、無我ワールド後楽園ホール大会で高岩竜一と対戦し勝利を収めるも、試合後無言で会場から姿を消す。その直後、同日開催の全日本プロレス代々木第2体育館大会に登場し、ブードゥーマーダーズを蹴散らして武藤と握手。翌19日に会見を開き全日本プロレスへの入団を発表する。
なお、同時期に『無我』の商標登録を西村が個人で進めていたことが報じられる。しかし、商標登録は西村が独断で行ったのではなく、倍賞哲夫（長年に渡り新日本プロレスでリングアナなどを務め、当時はまだ新日本プロレスに在籍）からの助言によるもので、新日本プロレスより先に『無我』の商標を押さえた方が良いと判断しての行動だった。ところが、「西村が独断で『無我』を商標登録した」と曲解した内容が伝えられてしまい、無我ワールド離脱時のとある発言が原因となり藤波辰爾とも絶縁状態に陥ってしまう。結果的に西村の生前に『無我』の商標をめぐる問題は解決できないままとなる。
11月、世界最強タッグ決定リーグ戦に渕正信とタッグを組んで出場する。
当初、一部のファンはその複雑な移籍事情に対しネガティブな反応を示し、「西村、お前は男の恥だ」と書かれた横断幕が会場に掲げられ、西村にブーイングが浴びせられるなど拒絶反応を示す。しかし、西村は「行動を起こすと批判が起こるのは覚悟の上。批判が怖くて行動を起こさないなんて生きている証拠がない」と述べ、マスコミの会見などを通じて反論する。

#### 2008年
4月、チャンピオン・カーニバルに参戦。
5月5日、新韓国プロレスの奨忠体育館大会でカート・アングル、力抜山と3WAYマッチで対戦。試合途中で力抜山のボディスラムによりアングルが首を負傷。キーロックをアンクルロックで返されダメージを負うも、他の2人がリング外で乱闘したためリングアウト勝利。
NKPWA世界ヘビー級王座を獲得する。
6月28日、大阪府立体育会館大会で三冠王者の諏訪魔に挑戦する。

#### 2009年
3月14日、全日本プロレス両国国技館大会で征矢学とタッグを組み長州、高岩組と対戦。試合終了後も長州にかけていた足4の字固めを解かず、試合後も長州に対する憎しみの感情を隠そうともしないコメントを残す。
4月からチャンピオンカーニバルに参戦。4月11日には三冠王者の高山に逆さ押さえ込みで勝利するなど健闘を見せる。
8月30日、両国国技館大会で征矢学とタッグを組み長州、越中詩郎組と対戦。この試合後に征矢と仲間割れを起こす。
11月20日、全日本プロレス台湾遠征での台北・国立台湾大学総合体育館大会で開催された「台湾カップ〜ワンデートーナメント」に参戦。1回戦で近藤修司、準決勝では河野真幸に勝利し決勝戦進出。決勝では諏訪魔と対戦するも、敗戦。
11月から真田聖也とタッグを組み最強タッグ決定リーグ戦に参戦。11月28日から真田がインフルエンザのためシリーズを欠場し、リーグ戦は敗退となる。

#### 2010年
3月21日の両国大会後、休養を宣言。これは後述する政治家への転身のための準備期間を取るという事情からであった。
3月22日の記者会見で、夏の参議院議員選挙への出馬を表明。国民新党から比例代表候補として立候補するも、7月11日の選挙の結果、落選となる。
7月25日の後楽園ホール大会で復帰。8月15日、後楽園ホール大会での征矢の凱旋試合で対戦し、11月からの世界最強タッグ決定リーグ戦にはジョー・マレンコとタッグを組んで参戦する。

#### 2011年前半まで
2月6日、後楽園ホール大会を最後に全日本プロレスを退団し、文京区の区議会議員選挙に向けて準備期間に入る。4月、文京区議選に立候補（定数34）し、6位で当選（以降、4期務める）。

### フリーランス、晩年

#### 2011年後半から
2011年8月13日、全日本プロレス後楽園ホール大会で復帰戦。今後は議会とのスケジュールを調整しながらフリーランスとして団体を問わずスポット参戦していくことを発表した。
10月3日、新日本プロレス後楽園ホール大会で行われた天山のデビュー20周年記念試合に出場。金本、大谷と組み、天山、蝶野、ヒロ斎藤組と対戦した。
11月16日、後楽園ホールで行われた金原弘光のデビュー20周年興行に出場し、新日本プロレス学校の同期と対戦する同窓会マッチに挑む。12月14日には後楽園ホールで行われた小島聡20周年大会に出場し、結果的に生前最後の古巣・新日本プロレスへの参戦となる。

#### 2012年
9月25日から、石川晋也とタッグを組み大日本プロレスの大日本最侠タッグリーグに参戦。リーグ戦を全勝で突破するが、11月24日、後楽園ホール大会で行われたAブロック決勝戦で敗退。
12月31日、後楽園ホールでの年越しプロレスに出場。

#### 2013年
4月25日、WNC後楽園ホール大会のメインイベントでAKIRAのWNC王座に挑戦し勝利、王座を奪取する。

#### 2014年
4月13日から始まった全日本プロレスのチャンピオンカーニバルに参戦。

#### 2015年
11月23日から始まった全日本プロレスの世界最強タッグ決定リーグ戦にKENSOとタッグを組んで参戦。

#### 2016年
12月3日から始まった全日本プロレスの世界最強タッグ決定リーグ戦に吉江豊とタッグを組んで参戦。

#### 2017年
5月13日、フロリダのドリー・ファンク・ジュニアの「ファンキング・コンサバトリー」でダルトン・デリックのTV王座に挑戦。!BANG!TV王座を獲得する。同王座保持期間中にはバトルロイヤルでグレート小鹿との対戦機会があった。
10月10日、DSW新宿FACE大会でユン・ガンチョルのNKPWA王座に挑戦。2−1で勝利し、王座を奪取する。

#### 2018年
9月27日、TCW旗揚げ戦で行われたNKPWAヘビー級選手権試合で、ユン・ガンチョルにリングアウト負けを喫する。
11月28日、東京愚連隊新宿FACE大会でドリー・ファンク・ジュニアと10分間のエキシビションマッチを行う。

#### 2019年
8月30日、プロレスリングマスターズ後楽園大会に登場し、1990年代の新日本プロレスで共に闘ってきた選手たちと再会する。
9月19日、TCW新宿FACE大会でユン・ガンチョルのNKPWAヘビー級王座に挑戦。ガンチョルとは5度にわたるNKPWA戦を戦う間柄であり、晩年の西村にとって最も長く切磋琢磨する関係にあった。
12月28日、DDT・伐折羅の後楽園ホール大会ではトランザム★ヒロシ、バラモン・ケイと3WAYマッチに挑んだ。

#### 2024年
2024年に入ると体調不良が続き、4月になってPET診断、内視鏡検査、生検によってがんと確定した。食道がん（扁平上皮がん）から左側上半身全体に転移しており、ステージIVと診断された。
7月5日、 都内の病院で突然けいれんを起こして失神。ICU（集中治療室）に搬送された。7月8日にICUから出る。抗がん剤治療は中断となり、まずは脳腫瘍を治療するため、18日から放射線治療をスタートさせる。
8月24日、富士通スタジアム川崎で行われた「大仁田厚デビュー50周年記念大会」において、ドリー・ファンク・ジュニアと組んで大仁田厚&雷神矢口組と電流爆破デスマッチで対戦する。
10月19日、大仁田とのイベントに参加する前夜に緊急搬送された。10月28日、脳に転移した4センチ大の腫瘍を取り除くため、全身麻酔の上で7時間半に及ぶ開頭手術を受けた。11月1日に退院した。
12月8日、FMWE・鶴見青果市場大会で「ノーロープ有刺鉄線＋ジャイアント電流爆破バットデスマッチ」に出場。竹村豪氏、青木真也と「無我軍」を組んで、大仁田&雷神矢口&マンモス佐々木組と対戦する。術後41日しか経っておらず、主治医などの強い反対があったが出場し、結果的に生前最後の試合となった。

#### 2025年
その後、1月中旬に体調不良を訴え、同月30日に緊急入院した。脳腫瘍が転移しており、さらに抗がん剤の副作用などで容態が悪化していた。このため、出場を予定していた1月20日の『新春広島プロレスフェスティバル』（広島県立総合体育館）、1月31日の『ジャイアント馬場没25年追善～太陽ケア引退試合～木原文人リングアナデビュー35周年記念大会』（後楽園ホール）の2試合を欠場した。
- 広島大会には前出の鶴見青果市場大会でタッグ結成の要望を受けた大仁田などと組んで、電流爆破マッチ出場が予定されていた[64]。
- 後楽園大会には『無我』離脱の経緯もあり、以降は没交渉状態となっていた藤波辰爾が代役で出場している。西村は1月に入り、関係者を通じて藤波に謝罪する意思を示していたという[65]。西村の出場キャンセルを受けて、西村の意向を汲んだ木原文人が藤波の長男であるLEONAを通じてオファーし、藤波が出場を快諾している[66]。代替カードは「大隅興業 PRESENTS 頑張れ!西村修!!」と銘打たれ、藤波&越中詩郎&新崎人生組対長井満也&井上雅央&土方隆司 with藤原喜明組の6人タッグマッチとなった。この試合は本人に代わって西村の妻と息子が来場して観戦し、試合後に藤波と対面している[67]。

#### 死去
2025年2月28日7時56分、食道がんのため、東京都内の病院で死去した。53歳没。妻によれば、治療を受けて数値が改善しており、息子の小学校入学式が4月に控えていたことから本人が退院を強く希望し、3月4日に退院を予定していた。亡くなった当日も朝4時頃まではトイレに行くことが出来たが、その後、6時頃に容態が急変し家族が駆け付けた時は既に呼吸が停止していたという。死没日付で旭日単光章を追贈された。
葬儀は3月8日に文京区の護国寺桂昌殿で執り行われた。前日の通夜にはプロレス関係者など約1000人が参列した。葬儀委員長は親交が深い新日本プロレストレーナーの三澤威が務め、弔辞は藤波と武藤敬司が読み上げた。戒名は「豪徳修栄信士霊位」。西村の葬儀に前後して、所属していた新日本では3月6日の大田区総合体育館大会で、全日本では3月9日の後楽園ホール大会で追悼セレモニーが行われ、テンカウントゴングが鳴らされた。
かつて所属していた無我の後継となるドラディションでも同年5月16日の後楽園ホール大会で追悼試合が行われた。試合には西村の妻と息子が来場し、観戦している。試合前には西村に加え、直近で死没した新日本の関係者である新間寿、小林邦昭、グラン浜田と前年12月に死去したドラディションスタッフを追悼しテンカウントゴングが鳴らされている。
西村の遺骨は最も大きいサイズの骨壺にもすべてが収まりきらなかったことから、遺族の許可で一部の友人が持ち帰っている。その後、遺骨は西村が頻繁に訪れていた千葉県・房総の海に散骨され、また師匠であったカール・ゴッチの遺骨が散骨されたアメリカ・フロリダ州タンパのキーストーン湖にも、ジョー・マレンコによって散骨されたという。

## 人物
プロレス専門メディアは、下記の「西村説法」と称された語り口調と、後述するオーソドックスな技を用いるファイトスタイルによって作り出される西村が放つ空気感をひとつにまとめ、「西村ワールド」と形容していた。

### 西村説法
試合後のリング上でのマイクアピールやマスコミへの質疑応答などの場面において、西村は社会情勢や食について長々と語る場面が多く、そのスタイルはいつしか西村説法と形容されるようになる。プロレス界唯一無二の存在として、西村という選手は闘い以外の部分で強烈な独自性を持つこととなり、ファンの支持も得た。
自分は95年10月に第1回の遠征から帰ってきまして、無我にとことんこだわってきました。ズバリ、自分にとって無我とは・・・人生です。ひとつ大きなことをいわせてもらいますと、いまの日本の社会、腐ってます。お金だとか、物欲だとか、永久的に満足のいかないものをみんなが追求しすぎて、本当のしあわせ、愛、心、感動というものが、ちょっとどっかへいってるような気がしてなりません。ボクは、このことを無我を通して、日本のプロレス界だけじゃなくファン、またはファンを通して日本の社会に対して主張、または挑戦をしたいです。この感動というのは、ここで体験した者でなければわかりません。今後ともみなさん、我われといっしょに、この感動を一生懸命分かちあって、体験していただきたいと思います。

（1998年3月3日、無我のEBiS303大会。全試合終了後のリング上での挨拶。週刊プロレスNo．844号より）
彼らが王者であること自体、宇宙の秩序に反している。TEAM 2000は、NWoからの流れを引き継いでいるんでしょうが彼らが新世界秩序を作るなんて、勘違いしちゃいけません。彼らが世界の秩序を狂わせてるんです。私がそれを元に戻します。

（天山＆小島のIWGPタッグ王座に挑戦（2001年2月4日）が決まってのコメント）
無我を文明社会に示すために、G1頂点を狙います。今日の向こうには日本のプロレスファンがいて、その向こうには日本国民があり、さらにその先には世界、宇宙があります。私のメッセージが世界に届くような信念を持ち、毎日の勝負に全てをかけています。G1は大事にしたいし、絶対負けることはできません。

（2001年7月12日。試合後のコメント）
大阪府立体育会館に、ガンジス川を見た気分です。こんな苦しい闘いはないですよ。G1っていうのは自分自身が何のために人間をやっているのかを証明するいい機会でして。ただ、これ以上苦しい闘いはないです。あのグランド・コブラは、精神世界の奥底では、負けちゃいけないという部分が具体的な形に出ただけです。狙ってできるプロレス技は、ありません。何をしにインドまで行ったか。それも僕にとってはプロレスなんで。

（2001年8月5日。G1公式戦の小島聡戦に勝利してのコメント）
何のためにやってるか、極論として言えば、宇宙の平和。天山＆小島は、今の時代を反映したチーム。あの二人に挑戦するという意識よりも、時代に挑戦するという意識が強いです。負け惜しみじゃありませんけど、ボクは地位、名誉、金、王座にこだわってプロレスをやってるわけじゃありません。プロレス界で、こんなこと考えてる人いないでしょ。アンポンタンばっかりですからね。これはもう、新日本だとか、プロレス界だとか、そういうものを超越してます。9月23日は、宇宙さえも視野に入れてます。今の陽性化したプロレス界、世の中に対して、宇宙の秩序の軌道修正、中庸化を目的としているわけです。“無我”は中庸の位置にいなきゃいけないんですけど、陽性化してしまった今のプロレス界、世の中に対しては、あえて陰性の位置にいなきゃ、中庸化ははかれないんです。

（2001年9月23日のIWGPタッグ挑戦と10月7日の無我興行に向けてのコメント）
（2003年2月16日、両国国技館大会でのカレーマン戦後のバックステージ） 

永田戦に向けてインドで真剣にトレーニングしてきたので、なんでカレーとやるのか不満でした。これからピュアな連中が新日本に集まった中で、地球の中、宇宙の中のメーンを突っ走るだけです。IWGP、G1、タッグを狙うだけでなく、毎月外国で試合をやっていますが、フロリダ以外に地域を広げて試合をして、私のヨガで世界に近づきたいと思います。 
（2003年11月11日発売の東スポより）
- 一方、藤波社長のライバルである、WJの長州選手は生涯現役宣言を出したが？
  - 西村「表が大きい人は裏も大きい。権力にものを言わせるものは、必ず権力でものを言わされる時がある。シーソーゲームのようなものです。あの人には個人的な恨みもありますけど感謝もある。あの人の強烈なパワーがあったからこそ、アメリカの大ファストフードにおける1%のオーガニック文化論の反論があった。私と長州力の関係はそんなもんですよ。無我をつくったのは長州力の力があったからです。

- 現在、苦境に立たされている長州選手へのメッセージなのか？
  - 西村「小学校の卒業アルバムで「新日本に入って長州力を倒す」と書いたんです。98年に引退されてこれはもう実現不可能かなと思ってたんですよ。新日を辞めた時に勝ったと思った時もあった。私が倒したわけではないけど、向こうからしっぽを巻いて逃げていきましたから。ただ、無我はあの男がつくったようなもの。それをもう一度見せつけたいと思います。」

- 長州選手と戦うのか？
  - 西村「今だからこそ戦ってみたい。90年代のあの大共産帝国主義は本当に・・・。キレイごとは言わない。結局は恨みを晴らさないといけない。」

（2003年10月13日東京ドーム大会での安田忠夫戦の試合前のマイクアピール）

「今の時代に必要なのは正義。世の中のため、日本のため、世界のため、宇宙のため、無我に入って人間をやり直しなさい。人間やめますか、それともギャンブルやめますか」
ようやく夏が終わった気がする。 G1では結果を残せなかったが、04年の夏が今区切りがついた。新たな無我の誕生を実感している。一つの枠にこだわらず、善も悪もある。それがプロレス。復帰してもう6年少々。今をいかに生きるか。今日を生きることが明日になる。イエスタディはヒストリー。トゥモローはミステリー。今日はギフト。命がある限り、私は今日を精一杯生きる。

(2004年9月3日。川田利明との三冠戦後のコメント)
（2006年1月25日。新日本プロレスでの退団宣言）

1月25日。1時間20分の対談の末、退社いたします。フリー宣言。16年やってまいりましたけど、不満とかいうことよりも生きてるかぎりはいろんな勉強をしたいと思ってます。 自分自身を磨くためにも、1つの海にこだわることなく外洋に出て大きく泳ぐ魚になりたい。世界に羽ばたく鳥になりたい。念願のフリーバード。ようやく実現しましてスッキリしております。いろんなところで試合をしたい。プロレスを追及したい。16年間お世話になりましたけど、大企業ならではの保障（もあった）。私は昨日インドから帰ってきまして、考え方がインド人になってしまっている。名誉、地位、お金、なにもいらない。ほしいのは本当のプロレスだけ。今後の予定も決まっていることはなにもないですけど、フリーバードになった「無我」の行動に注目してください。日本のみならずフリー宣言ですから。いろんなところで羽ばたきたい。
（2007年9月13日。ハッスルの後楽園ホール大会にムガール帝国の賢人ニシム・ラマとして登場した時のセリフ）

「ガンジスの蛙、インド洋を知らず。日出ずる国のプロレス界に災いが起きるとの知らせがあり、佐々木健介……いや、馳参上した。万物の均衡を乱す不届きなモンスター軍を倒すため、このニシム・ラマが喜んで力を貸しましょう。一言だけ言わせてください。長州力だけは絶対に許しません！」
（2008年3月24日、チャンピオンカーニバル前の記者会見） 

ニュースを見ておりますとさまざまな事件、事故がございます。イージス艦の衝突事故、そして円高ドル安、ガソリンの高騰。わたくしは本日、16時25分発のユナイテッド航空におきましてワシントンDC経由でフロリダのほうに参ります。さまざまな事件、事故、社会的な問題ございますけど、これは宇宙の秩序と申しますか、全て地球上は陰と陽で交わっているという、私はこの陰陽説をもとに戦法に戦法を重ね、勝ちに結びつくような研究をあと２週間で練りに練って帰ってきたいと思っております。ズバリ勝算はこの戦法にあるかと思います。

## 政治活動
2010年3月21日、全日本プロレスでの試合後に挨拶を行いプロレスを休業することを発表。翌22日、全日本プロレス事務所で会見し、同年夏の参議院議員選挙への立候補を表明した。3月24日には、国民新党公認候補（新党日本推薦）として比例区より立候補することが発表された。同年7月、第22回参議院議員通常選挙で国民新党の比例区から「食の正食化」をスローガンに立候補したが34,561票（比例名簿7名中個人得票3位）で落選。
2011年1月24日、同年4月24日に統一地方選挙の一環として実施された東京都文京区議会議員選挙に、国民新党公認候補として立候補を表明。これに伴い、同年2月6日に全日本プロレスとの所属選手契約を解除し、政治活動に集中することを発表した。結果、2,226票を獲得し6位（定数34）で初当選を果たした。
2012年5月、国民新党所属であったが党内分裂を機に離党し、無所属となった。
2015年4月26日投開票の文京区議会議員選挙で再選（2,377票・第7位）。
2019年4月21日投開票の文京区議会議員選挙で3選（2,628票・第8位）。
2023年4月23日投開票の文京区議会議員選挙で4選（2,753票・第10位）。結果的に議員在職中の死去となった。

## 人間関係

### 藤波辰爾との師弟関係
藤波辰爾との師弟関係は、1994年の西村の帰国拒否時に始まる。当時、新日本プロレス社長の坂口征二は藤波に対し、「ワンクッション入れてから新日本に帰したいから、オマエのところの無我で見てやってくれ」と西村の身柄を預けるよう要望した。これがきっかけとなり、藤波は西村の師という立場になった。藤波は、西村がプロレスの原点というか基礎から学ぶことを好んでいたのだろうということから、当時の無我の思想と共鳴する部分が大きかった（当時の自分と志が似通う部分が多かった）のだろうと証言している。
2000年6月、西村が最初のガン闘病による1年半の休養から復帰した際の復帰戦では、藤波が対戦相手を務めた。2001年9月には、藤波と西村の師弟タッグでIWGPタッグ王座を戴冠している（第41代）。
2006年の無我ワールド旗揚げに至るまで、西村たちは藤波の新日本プロレス退団を待つ状態で新団体旗揚げの準備を進めていた。実質的に藤波を頼った団体の旗揚げと運営となったのだが、2007年以降、「新日本プロレス時代に会社としての新日本プロレスが出来上がっていく過程」を経験し、会社経営の苦労を知る藤波の保守・堅実経営路線と、「ある程度会社が大きくなってから入団し選手経験しかない」西村の経験の少ない営業や経理面での不安からくる冒険心の高い積極路線との間に溝が生じ、徐々に藤波と西村の間で意見が合わない部分も出てきたという。藤波は西村の離脱を寝耳に水だったと語る一方で、西村なりに自身の将来を考え、試合（興行）が少ないといった（当時の）現状に不安があったのだろうと振り返っている、また、藤波は西村が『無我』というワードで商標登録を進めていた件も知らなかったという。後述の藤波の家族へ強い言葉が飛んだ件も含め、藤波も周囲も自然と無我というワードと西村のことに触れないようになったという。
藤波側からの絶縁の経緯は、上記までの確執が遠因となっている。直接の理由は、無我ワールドの会社運営に関わっていた藤波の家族に向けられた西村のある一言だった。それを聞いた藤波は「家族を守るため」西村と関わらないと決めた、しかし、2025年1月の西村の代打でのジャイアント馬場追善興行出場を決める際、藤波の妻や長男LEONAからかけられた言葉によって氷解した。西村の生前に直接対面することはできなかったものの、『週刊プロレス』の西村追悼インタビューの最後に、聞き手の湯沢直哉（2025年時点『週刊プロレス』編集長で2006年当時の無我ワールド旗揚げからの担当記者）から「西村さんとの和解は成立したと言っていいですね」と問われ、「はい。本当にありがとうございました」と答えている。
2025年1月、ジャイアント馬場追善興行の際、西村の妻と藤波が対面した。その時、藤波は西村の妻に「病院に行かせてください」と伝えたが、西村は病床に伏せる自身の姿を見られたくないと言い、誰からの見舞いも拒んでいたという。これとは別に、西村の後輩であるSANADAを中心に、西村の退院日に藤波と西村を再会させるため周囲の人々が奔走していたが、西村が生前に師弟の再会が実現することはなかった。
西村の死没後、追悼大会となった2025年5月16日のドラディション・後楽園ホール大会では、メインは追悼試合として藤波&永田裕志&小島聡組と、かつて無我に所属した長井満也&征矢学&竹村豪氏（竹村は西村同様に、選手として現役で参戦するとともに現職の下関市議会議員を務めている）組の試合となった。試合後のマイクで藤波は「西村!これでいいのか!」「お前の仲間たちがみんな今日、そろってくれたぞ」「彼とはいろんなことがありました。でも最後にはこうやって彼にまつわる仲間が集まってくれました」と語り、「僕も無我を彼にささげましたが、まだ、ちょっと無我…中途半端にとどまっているのがあるんで、もう1回、最後のケジメとして無我をもう1回やるか!なぁ西村」と『無我』の再興とも受け取れる発言をしている。

### 長州力
最初の海外遠征時の帰国拒否時、坂口征二は西村と長州力は考えが合わない部分があると考え、藤波に西村の身柄を引き受けるよう働きかけたのは前述の通りだが、1998年の2度目の凱旋帰国直後、当時の長州が仕切る新日本プロレスとそれを支持する者に対し、西村が「ファンはバカです」と発言したことをきっかけに、リング上では対長州（反長州）の姿勢を先鋭化させた、2004年後半にWJプロレス崩壊により新日本に出戻った長州に対しても憎悪（嫌悪感）を隠そうとせず、2005年2月のシングルマッチでは敗戦したものの、全日本プロレス入り後の2009年3月にタッグ戦で対戦した際も、試合終了後も長州に技をかけ続け、バックステージでの囲み取材では「やっぱり憎い。これからも全否定したい」と述べるなど、生前は一貫して長州力とそのプロレス感（力で一方的に相手をねじ伏せる「ラリアットプロレス」というスタイル）を否定し続けた。
ただし、敵対関係はあくまでリング上でのイデオロギー闘争によるものだった。生前、海外遠征からの帰国拒否、最初のガン闘病、フロリダ移住後の契約見直しなど、要所で西村は長州に世話になっており、感謝の言葉も述べていた。
なお、西村の最初のガン闘病による欠場時、長州は「こればかりは俺が口出しできる問題じゃないからな。何があっても命だけは大切にしろ」と西村に言ったという。

### 同世代
西村の同世代には、天山広吉、金本浩二、小島聡、中西学、永田裕志、大谷晋二郎などがいる。中でも、新日本プロレス学校の出身という繋がりもある天山広吉とは最も深い間柄で、2人のタッグでは2003年にIWGPタッグ王座を戴冠している（第45代）、天山は『週刊プロレス』の西村追悼特集のインタビューで、西村は寮長を任されたり先輩たちから雑用を頼まれることが多く、若い時からしっかりしていたと振り返っている。また、記憶力も良く、自分が忘れてしまったことも西村はしっかり覚えていたという。

### 後輩たち
征矢学は無我ワールド生え抜きの新人選手で、入門後は毎日先輩たちが道場に来るわけではない状況の中、練習に励んでいた。その状況下で西村から受け身などプロレスの基礎を学んだが、実際に征矢と西村の距離がより近くなったのは、征矢が西村の付き人に正式に任命された全日本プロレス移籍後からだという。西村は基本的に自分のことは自分で行い、後輩の面倒見も良かった。征矢の妻も西村の知り合いで、紹介してもらったとのこと。征矢が西村のファイトスタイルに合わないと思うようになった2009年8月に長州力に弟子入りした際、西村に「もう勝手にしなさい！」と言われたのが初めて怒られた記憶だと振り返っている。数年後には、「なぜあなたが無我の真逆に行ったのか不思議でなりません」とも言われたという。
SANADA（初対面当時リングネーム真田聖也）は、2008年当時、全日本プロレスの若手は皆、西村に食事に連れて行ってもらう機会が多かったと振り返っている。そういった場面で西村を見て、リング外でのマナーなどを学んだという。西村自身は生前SANADAを弟のような存在と表現していたが、SANADAはあくまで後輩の立場を守ることを意識していた。2024年に入り、西村のガン再発後の交流においては、西村の優しさや生き抜くための力強さを目の当たりにし、西村の死を「西村さんが最後に残してくれていった、修行の一つなのかなと思っています」と述べている。

## タイトル歴
新日本プロレス
- IWGPタッグ王座（パートナーは第41代藤波辰爾→第45代天山広吉）
- G1 TAG LEAGUE（2003年）優勝（パートナーは天山広吉）

WNC
- WNC王座（第2代）

新韓国プロレス
- NKPWA世界ヘビー級王座（第2代、第4代、第6代）

その他
- GWFライトヘビー級王座
- CWAシュートファイティング王座
- フロリダ地区認定USヘビー級王座
- !BANG!TV世界ヘビー級王座

## 得意技
現役中は一貫してオーソドックスなスタイルを貫き、古くからあるプロレス技をほぼそのまま用いていた。しかし、西村がそういった技を使うと独特のオリジナリティが溢れるように見えると『週刊プロレス』の追悼特集記事で評価されている。以下は『週刊プロレス』の追悼記事に掲載されたもののみを抜粋する。
ミサイルキック
新人の頃からの得意技で、キャリア後期は使用機会が減っていたが、1998年のIWGPヘビー級王座挑戦時、佐々木健介にこの技を連発しインパクトを残した。
ノーザンライト・スープレックス
ブリッジに定評があった西村だが、ホールド系の投げ技はこれ以外あまり使う機会がなく、この技もキャリア後期は使用機会が減っていた。
スピニング・トーホールド
ドリー・ファンク・ジュニアに直接指導を受けたもので、キャリア後期の決め技。結果的に現役時最後の勝利技となった。この技から足4の字固めに移行することも多かった。
コブラツイスト
新日本プロレスの原点であるアントニオ猪木の得意技で、西村のプロレスの原点というべき技という理由で多用された。ここから卍固めやグラウンド・コブラツイストに移行する場合もあった。
エルボースマッシュ
主に試合序盤に多用された。師匠のドリー・ファンク・ジュニアの同技と比べても遜色ない鋭さと評された。
スリーパーホールド
主にスタンディング式を多用した。中西学を相手にした場合、アルゼンチンバックブリーカーを決められた際に、技を決められながらスリーパーで脱出する動きが定番になっていた時期があった。
逆さ押さえ込み
西村が用いる技で、決め技になった回数が最も多かったと思われると『週刊プロレス』の追悼特集記事で紹介された。その追悼特集記事では、反ラリアットプロレスを提唱していた西村が使うこの技は、ラリアットをかわして決めるタイミングが抜群だったと評された。
ヘッドシザーズを倒立で外す
相手にダメージを与える技ではないが、西村の代表的なムーブ。頭部を支点に倒立して隙間を作り、ヘッドシザースから逃れる。『週刊プロレス』の追悼特集記事では、倒立の美しさや間合いの味わい深さが特徴的と評された。

## 入場テーマ曲
FLYING HIGHT AGAIN
新人時代のテーマ曲。
ヴァイオレンス・ウィンド 〜超翔〜
1995年の凱旋帰国から使用したテーマ曲。
HEAVEN KNOWS
1998年のIWGP戦から使用したテーマ曲。
無我GOVERN

## 著書

### 共著
- 『給食で死ぬ!!―いじめ・非行・暴力が給食を変えたらなくなり、優秀校になった長野・真田町の奇跡!!』（コスモトゥーワン、2012 大塚貢、鈴木昭平と共著）